# Фейхтвангер, Петер
Петер Бернхард Фейхтвангер (нем. Peter Bernhard Feuchtwanger; 26 июня 1930, Мюнхен — 18 июня 2016, Лондон) — британский музыкальный педагог и композитор немецкого происхождения.
Родился в еврейской семье, дальний родственник Лиона Фейхтвангера. Отец, Теодор Фейхтвангер (1858—1956), бывший банкир, в 1939 году вместе с семьёй сумел бежать из нацистской Германии в Палестину и первоначально обосновался в Хайфе. Всю взрослую жизнь провёл в Лондоне.
Начал учиться игре на фортепиано самостоятельно — по собственным воспоминаниям, подбирал и играл пьесы, которые слушал на грампластинках. В дальнейшем брал частные уроки у Эдвина Фишера и Вальтера Гизекинга, хотя, по собственному признанию, наибольшее влияние на него оказало общение с Кларой Хаскил. Композиции учился у Ханса Хаймлера и Леннокса Беркли. Кроме того, изучал игру на ситаре и восточную музыку вообще под руководством Арнолда Баке и Назира Али Джайраджбхая.
Композиторская деятельность Фейхтвангера относится преимущественно к раннему периоду его жизни. В 1959 году выиграл Международный конкурс имени Виотти в композиторской номинации с сочинением «Вариации на восточную народную тему» (англ. Variation on an Eastern Folk Tune). Другие произведения Фейхтвангера также зачастую были связаны с восточной традицией: так, в 1966 году по заказу Иегуди Менухина он написал вариацию на тему раги для скрипки, ситара, таблы и тамбуры (это сочинение должны были исполнить Менухин и Рави Шанкар на альбоме «Запад встречается с Востоком», однако Шанкар остался неудовлетворён им и заменил пьесу Фейхтвангера своей). Впоследствии альбом фортепианных пьес Фейхтвангера на восточные темы записал его ученик Хайдн Дикенсон.
Педагогическая работа Фейхтвангера протекала по большей части приватным образом и в ходе разнообразных мастер-классов; впрочем, в 2003 году он вместе с Гюнтером Райнхольдом основал Международную академию музыкального образования в Карлсруэ. Опубликовал сборник «Фортепианные упражнения для лечения физиологических расстройств игры и обучения функционально естественной игре на фортепиано» (нем. Klavierübungen zur Heilung physiologischer Spielstörungen und zum Erlernen eines funktionell-natürlichen Klavierspiels; 2006), открывающийся развёрнутым изложением авторского подхода к фортепианной технике.